# Ахаев, Василий Иванович
Василий Иванович Ахаев (9 мая 1947, с. Прапорщиково, Глубоковский район, Восточно-Казахстанская обл.) — государственный и политический деятель Казахстана, Секретарь Восточно-Казахстанского областного маслихата, Председатель Международного координационного совета «Наш общий дом — Алтай», заслуженный учитель Казахской ССР.

## Биография
Родился 9 мая 1947 года в с. Прапорщиково Глубоковского района Восточно-Казахстанской области Республики Казахстан, в семье участника Великой Отечественной войны Ахаева Ивана Яковлевича и Ахаевой (Кузнецовой) Евдокии Ивановны. В молодые годы активно занимался спортом — тяжелой атлетикой.
В 1966 году окончил Кировскую среднюю школу с. Прапорщиково и до поступления на первый курс университета в 1967 году работал учителем в сельской школе.
В 1971 году окончил Усть-Каменогорский педагогический институт по специальности «Учитель физического воспитания», продолжив работать учителем в родной школе. В 1972 −1973 годах проходил службу в рядах Советской Армии.
После возвращения из армии, с 1973 по 1977 год продолжил работать сначала учителем, затем с 1978 года — директором Кировской средней школы. Будучи руководителем школы, внедрял передовые подходы по физическому и трудовому воспитанию учащихся. Наработанный Василием Ахаевым опыт по внедрению трудового профессионального обучения в сельской школе, был представлен на Всесоюзном съезде учителей в Москве (1988 г.).
18 июля 1997 года, как депутат маслихата от Глубоковского избирательного округа, на XIII внеочередной сессии первого созыва избран главой законодательной ветви власти региона — Секретарем Восточно-Казахстанского областного маслихата. В дальнейшем, Василий Ахаев переизбирался секретарем маслихата четыре созыва — вплоть до января 2012 года, что остается наиболее продолжительным сроком пребывания в данной должности в Казахстане. За 15 лет работы в качестве главы законодательного органа региона, внес большой вклад в становление и развитие представительных органов Республики Казахстан, неоднократно выступал с рядом законодательных инициатив в Парламенте Казахстана.
В 2006 году избран Председателем Международного координационного совета «Наш общий дом — Алтай», межрегиональной международной организации, объединяющей регионы Казахстана, России, Китая и Монголии., где внес значительный вклад в развитие интеграционных процессов между Российской Федерацией и Республикой Казахстан. Также в это время реализованы совместные экологические проекты, в том числе Международная летняя студенческая школа Алтайского региона, Международная детская общественная экологическая экспедиция «Начни с дома своего».
В 2012 году назначен советником и главным инспектором акима Восточно-Казахстанской области, избран Председателем общественной организации «Восточно-Казахстанский областной совет ветеранов».

## Семья
Женат на Ахаевой Вере Давыдовне (1950 г.р.), дети:
- сын — Ахаев Андрей Васильевич (1970 г.р.) — доктор педагогических наук, профессор[8];
- дочь — Ахаева Наталья Васильевна (1975 г.р.) — доктор педагогических наук, директор КГУ «Валеологическая специализированная школа-комплекс для одаренных детей» в г. Усть-Каменогорске[9].

Внуки: Алексей, Ангелина, Вероника, Артемий, Андрей.

## Творчество
Ахаев Василий Иванович является автором ряда научно-методических статей и пособий посвященным педагогической деятельности в школе, издана книга об истории родного села Прапорщиково — «Стоит село над Иртышем».

## Награды
- Орден «Курмет»
- Медаль «10 лет независимости Республики Казахстан»
- Медаль «10 лет Парламенту Республики Казахстан»
- Медаль «10 лет Конституции Республики Казахстан»
- Медаль «10 лет Астане»
- Благодарность Президента Республики Казахстан и Нагрудный знак «Золотой барс»
- Медаль «За заслуги во имя созидания» Архивная копия от 14 июня 2020 на Wayback Machine — за большой личный вклад в развитие приграничного сотрудничества Алтайского края и Республики Казахстан.
- Знак «Отличник народного просвещения Казахской ССР» Архивная копия от 15 февраля 2020 на Wayback Machine
- Знак «Отличник просвещения СССР»
- Серебряная медаль ВДНХ СССР
- Почётный знак «За заслуги в развитии физической культуры, спорта и туризма» (27 ноября 2014 года, Межпарламентская ассамблея СНГ) — за значительный вклад в развитие физической культуры, спорта и туризма в государствах — участниках Содружества Независимых Государств, реализацию идей сотрудничества в сфере физической культуры, спорта и туризма[11]
- Заслуженный учитель Казахской ССР
- Почетный гражданин Восточно-Казахстанской области Архивная копия от 18 июля 2020 на Wayback Machine[1][4][6]